# Aliso Viejo
Aliso Viejo és una població dels Estats Units a l'estat de Califòrnia. Segons el cens del 2010 tenia 46.123 habitants.

## Demografia
Segons el cens del 2000, Aliso Viejo tenia 40.166 habitants, 16.147 habitatges, i 10.689 famílies. La densitat de població era de 1.516 habitants/km².
Dels 16.147 habitatges en un 37,7% hi vivien nens de menys de 18 anys, en un 52,7% hi vivien parelles casades, en un 10,2% dones solteres, i en un 33,8% no eren unitats familiars. En el 23,8% dels habitatges hi vivien persones soles l'1,8% de les quals corresponia a persones de 65 anys o més que vivien soles. El nombre mitjà de persones vivint en cada habitatge era de 2,49 i el nombre mitjà de persones que vivien en cada família era de 3,01.
Per edats la població es repartia de la següent manera: un 26,1% tenia menys de 18 anys, un 5,5% entre 18 i 24, un 48,8% entre 25 i 44, un 16,3% de 45 a 60 i un 3,4% 65 anys o més.
L'edat mediana era de 33 anys. Per cada 100 dones de 18 o més anys hi havia 91,4 homes.
La renda mediana per habitatge era de 76.409 $ i la renda mediana per família de 84.592 $. Els homes tenien una renda mediana de 61.316 $ mentre que les dones 44.190 $. La renda per capita de la població era de 35.244 $. Entorn del 2,3% de les famílies i el 2,8% de la població estaven per davall del llindar de pobresa.

## Poblacions més properes
El següent diagrama mostra les poblacions més properes.